# The Expendables 3
The Expendables 3 (titulada Los indestructibles 3 en Hispanoamérica y Los mercenarios 3 en España) es una película de acción dirigida por Patrick Hughes y escrita por Creighton Rothenberger, Katrin Benedikt y Sylvester Stallone. Es la secuela de la película de 2012, The Expendables 2, y cuenta con el regreso de algunos miembros del elenco de la película anterior, Sylvester Stallone, Jason Statham, Jet Li, Dolph Lundgren, Randy Couture, Terry Crews y Arnold Schwarzenegger. Las nuevas incorporaciones al elenco incluyen a Antonio Banderas, Wesley Snipes, Mel Gibson, Harrison Ford, Kelsey Grammer, Kellan Lutz, Ronda Rousey, Glen Powell, Victor Ortiz y Robert Davi.
La historia sigue a un grupo de mercenarios conocidos como "The Expendables", a medida que entren en conflicto con el traficante de armas sin escrúpulos Conrad Stonebanks (Gibson), cofundador de mercenarios, que está decidido a destruir el equipo. La película fue estrenada el 15 de agosto de 2014.

## Argumento
The Expendables -liderados por Barney Ross y formados por Lee Christmas, Gunner Jensen y Toll Road- sacan a un antiguo miembro, el Doctor Muerte, especialista en cuchillos y médico del equipo, de una prisión militar durante su traslado en tren. Reclutan al Doctor Muerte para que les ayude a interceptar un cargamento de bombas destinado a ser entregado a un señor de la guerra en Somalia. Al llegar allí, se reúnen con Hale César, que los dirige al punto de entrega, donde Ross se sorprende al descubrir que el traficante de armas que suministra las bombas es Conrad Stonebanks, un antiguo cofundador de The Expendables que se rebeló y fue dado por muerto. En el tiroteo que sigue, The Expendables matan a todos menos a Stonebanks, que dispara a César. Se ven obligados a retirarse cuando Stonebanks les lanza una bomba planeadora desde su helicóptero, y César resulta gravemente herido.
De vuelta en Estados Unidos, el agente de la CIA Max Drummer, nuevo jefe de misiones de The Expendables, encarga a Ross la misión de capturar a Stonebanks para llevarlo ante el Tribunal Penal Internacional para ser juzgado por crímenes de guerra. Culpándose a sí mismo de las heridas de César, Ross disuelve The Expendables y se marcha a Las Vegas, donde recluta a Bonaparte, un mercenario retirado convertido en reclutador, para que le ayude a encontrar un nuevo equipo de mercenarios más jóvenes. Entre los reclutas se encuentran el ex marine John Smilee, la portera Luna, el informático Thorn y el experto en armas Mars. El habilidoso francotirador Galgo pide ser incluido en el equipo, pero Ross lo rechaza.
Los cuatro nuevos miembros del equipo se reúnen con el rival de Ross, Trench Mauser, para devolverle un favor. Drummer ha seguido la pista de Stonebanks hasta Bucarest, donde se dispone a cerrar un trato de armas. Ross y los nuevos reclutas se infiltran en un edificio de oficinas que utiliza Stonebanks y, tras matar a varios hombres en el proceso, entre ellos al comprador de armas Goran Vata, capturan a Stonebanks. Durante el trayecto, Stonebanks se burla de Ross y le explica por qué traicionó a The Expendables. Ross estuvo a punto de matarlo para que se callara, pero, a pesar de que Stonebanks lo incitaba, se rindió. Los hombres de Stonebanks les alcanzan, con la ayuda de su rastreador GPS, y disparan un misil contra la furgoneta del equipo. Ross es arrojado a un río, mientras que Smilee, Luna, Thorn y Mars son capturados por el equipo de Stonebanks. Ross mata al equipo de recuperación de Stonebanks y escapa.
Stonebanks envía a Ross un vídeo en el que le reta a ir a por él y le indica su ubicación en Azmenistán. Mientras se prepara para partir y montar un rescate en solitario, Ross es encontrado por Galgo, que vuelve a ofrecerle sus servicios. Ross acepta, acompañado más tarde por los veteranos Expendables. Rescatan a los jóvenes mercenarios, sólo para enterarse por Stonebanks de que ha manipulado el lugar con explosivos y sólo quedan 45 segundos para que exploten. Mientras los Expendables jóvenes y los veteranos luchan entre sí, Ross les convence para que trabajen juntos y acaben con Stonebanks. Cuando comienza la batalla final, Thorn utiliza un dispositivo de interferencia para retrasar la cuenta atrás, dándoles poco menos de media hora antes de la detonación. Stonebanks ordena al ejército de Azmenistán que ataque el edificio con toda su fuerza, incluidos tanques y helicópteros de ataque. Drummer y Trench llegan en helicóptero para ayudar, junto con Yin Yang, miembro de los Expendables que regresa.
Los miembros nuevos y veteranos de los Expendables trabajan juntos para matar a los hombres de Stonebanks. Cuando una segunda oleada se acerca, Drummer aterriza en el edificio para evacuar al equipo. Mientras todos llegan al helicóptero de Drummer, Stonebanks ataca personalmente a Ross tras abatirle. Tras verse obligado a quitarse la armadura y su arma, Ross y Stonebanks se enzarzan en un combate cuerpo a cuerpo. Ambos están igualados, pero Ross derriba a Stonebanks antes de que ambos alcancen sus armas. Stonebanks dispara, pero Ross saca lo mejor de él. A su merced, Stonebanks interroga a Ross sobre su entrega al Tribunal Penal Internacional. En respuesta, Ross dispara fríamente a Stonebanks. Segundos después de la muerte de Stonebanks, las baterías del dispositivo de Thorn se agotan, haciendo que el edificio explote y se derrumbe. El equipo consigue llegar hasta el helicóptero de Drummer y vuela para ponerse a salvo, mientras Ross se aferra a él desde el exterior. A continuación, César se recupera de sus heridas y Ross acepta oficialmente a Galgo, Smilee, Luna, Thorn y Mars en el equipo. Todos juntos lo celebran en un bar.

## Reparto
- Jason Statham como Lee Christmas: Colíder y especialista con cuchillos del equipo.[4]
- Sylvester Stallone como Barney Ross: Líder de los Mercenarios.[5]
- Antonio Banderas como Galgo: un ex legionario de la Fuerzas Armadas de España, un veterano de la guerra de Bosnia, y experto tirador.[6][7]
- Jet Li como Yin Yang: Experto en el combate de cuerpo a cuerpo del equipo.[8]
- Wesley Snipes como Doctor Death: Un médico mayor, y uno de los Mercenarios originales.[7]
- Dolph Lundgren como Gunner Jensen: Miembro del equipo de volátiles.[9]
- Kelsey Grammer como Bonaparte: Un asesino a sueldo retirado y aliado de Los Mercenarios.[10]
- Randy Couture como Toll Road: El experto en demoliciones del equipo.[9]
- Terry Crews como Hale Caesar: Especialista en cañones del equipo.[11]
- Mel Gibson como Conrad Stonebanks: Un traficante de armas y Co-Fundador de Los Mercenarios, es el antagonista principal.[1]
- Harrison Ford como Max Drummer: Agente de la CIA.[12][7]
- Arnold Schwarzenegger como Trench Mauser: El ex compañero de equipo Barney, y a veces rival.[5]
- Kellan Lutz como John Smilee: Un exmarinero reclutado por Los Mercenarios.[13][14]
- Ronda Rousey como Luna: Especialista en combate cuerpo a cuerpo (Rousey filmó su papel como entrenamiento para defender su título en UFC 168[15][16]).
- Glen Powell como Thorn: un veterano de combate altamente capacitado y un hacker.[17]
- Victor Ortiz como Mars: Un francotirador y soldado letal, que le tiene miedo a las alturas.[18]
- Robert Davi como Goran Vata: Capo de la Mafia albanesa.[19][20]

## Producción

### Desarrollo y preproducción
En marzo de 2012, Couture dijo que una tercera película de The Expendables podría comenzar a producirse a finales de 2012, después del lanzamiento de The Expendables 2. En abril de 2012, Steven Seagal dijo que le ofrecieron hacer un papel en una tercera película. En agosto de 2012, el productor Avi Lerner confirmó que Nicolas Cage había sido contratado para esta secuencia. También dijo que los productores tienen la intención de traer de vuelta a las estrellas de la serie (tratar que Mickey Rourke retome su papel), se había acercado a Clint Eastwood un papel, y tenía planes de seguir Harrison Ford y acercarse a Wesley Snipes después de su salida de la cárcel. Stallone dijo: "Estamos pensando en diferentes conceptos de la tercera película, y es difícil.. Lo segundo es la progresión natural.. Lo tercero, es que el" aire es raro, "Estamos pensando en ello... con ambición". Ahora tiene que dar al público algo que no esperan en absoluto quizás incluso entrar en un género diferente". También en agosto, Chuck Norris dijo que no regresaría para una secuencia. El 13 de agosto de 2012, Jean-Claude Van Damme indicó que Stallone podría incluir en The Expendables 3 a Claude Vilain, hermano de Jean Vilain. El 31 de octubre de 2012, se confirmó que Nu Image y Millennium Films estaban en el proceso de los derechos de distribución internacional y pre-venta para "The Expendables 3". El 19 de diciembre de 2012, se informó de que Jackie Chan estuvo de acuerdo en unirse a la secuencia con la condición de que no tendría más que un papel secundario.
En marzo de 2013, Stallone confirmó que estaba escribiendo un guion para la secuela, y que tenía la intención de que la película tenga más de comedia en algunos momentos de drama. Stallone también dijo que Seagal no estaba en la película, y que quería poner actores más jóvenes. En abril de 2013, Stallone anunció que Patrick Hughes iba a dirigir la secuencia. En mayo de 2013, fueron anunciados que Chan, Snipes, Cage, y Milla Jovovich estaban en conversaciones avanzadas para unirse a la película. El rodaje estaba programado para comenzar en agosto 2013. En junio de 2013, Lionsgate anunció que la película iba a ser lanzado el 15 de agosto 2014. En junio de 2013 se informó que el actor Mel Gibson iba a retratar al villano de la película, y en julio, Stallone confirmó la participación de Gibson. También en julio, Kellan Lutz, y luchadores profesionales como Víctor Ortiz y Ronda Rousey, se añadieron a la película. Fue revelado que la película iba a tener varias características, orientado a la tecnología y héroes más jóvenes a la acción que chocan con los Indestructibles veteranos. En agosto de 2013, se confirmó que Ford, Antonio Banderas y Glen Powell se unirían al elenco, y que Bruce Willis no estaría retomando su papel como Church. Willis entró en un desacuerdo sobre el dinero, que se le ofreció que eran US $3 millones para cuatro días de rodaje en Bulgaria, pero Willis quería US $4.000.000. Por un contrato de tredadas días Stallone logró ubicar a Harrison Ford como sustituto de Church, como un nuevo personaje. Así que cuando el personaje de Arnold Schwarzenegger lanza la frase "tiempo corto" para Ford, que responde "muy corto", ambos se burlan del episodio, ampliamente informado en el momento del incidente. El 17 de septiembre de 2013 Kelsey Grammer se anunció que estaba en conversaciones para unirse a la película.

### Rodaje
El rodaje principal comenzó el 19 de agosto de 2013, en Bulgaria y en el estudio Nu Boyana Film en Sofía y terminó el 22 de octubre. En septiembre de 2013, Crews reveló en una entrevista que Statham sobrevivió a un accidente establecido cuando el camión que conducía se estrelló en el Mar Negro después de que sus frenos fallaran. En una entrevista en noviembre de 2013, Couture confirmó que la filmación terminó, y que las discusiones para la cuarta película de The Expendables estaban ocurriendo.

### Evaluación
Es la primera película de la franquicia en ser clasificado como PG-13 diferente de la clasificación anterior de las películas R. En  el Festival de Cine de Cannes 2014, Stallone anunció que la película apuntaba a una clasificación PG-13. Afirmando que todavía estaba a punto de ser clasificada como R, el quería llegar a una audiencia más joven y más amplia con una nueva película El 1 de julio, la Asociación Cinematográfica de Estados Unidos concedió a The Expendables 3 la clasificación de PG-13; la descripción dada es "violencia incluyendo intensos tiroteos sostenidos y escenas de lucha, y para el lenguaje" Sin embargo, la primera versión entregada recibió una calificación MPAA R, y tuvo que ser cortado para ajustarse a la calificación de admisión PG-13.

## Lanzamiento

### Marketing

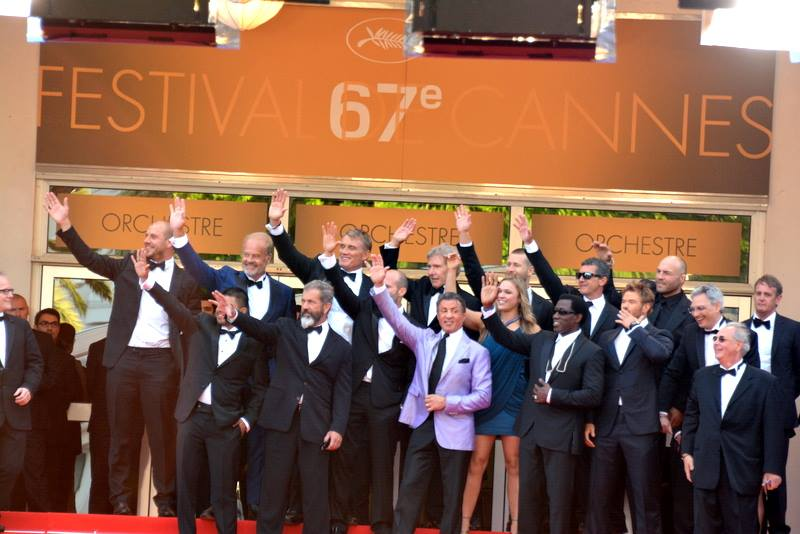
El elenco de The Expendables 3 en el Festival de Cannes 2014

El 19 de diciembre de 2013 fue publicado el primer tráiler con la intención de mostrar el elenco de la película. En 2014 la CinemaCon lanzó el cartel oficial de la película que fue mostrada por primera vez, aunque solo ligeramente diferente del material mostrado antes, con un fondo blanco en lugar de uno negro. El lugar de comercialización se llevó a cabo con un gran énfasis en el elenco de actores famosos del cine de acción de marketing a principios de abril, cuando fueron echados y divididos 16 carteles de los personajes de reparto de la película en cuatro sitios para la exposición máxima. Un día más tarde, el primer tráiler con imágenes reales de la película se estrenó, subrayando una vez más enorme elenco de la película, que se conoce como una "lista de tráiler" por Lionsgate En el Festival de Cine de Cannes en 2014, Millennium Films organizó un evento especial la promoción de la película en el Hotel Carlton, con la participación del elenco de Stallone, Statham, Schwarzenegger, Gibson, Ford, Snipes, Banderas, Lundgren, Grammer, Couture, Lutz, Ortiz, Powell, y el director Patrick Hughes. El evento duró todo el día y contó con el elenco conduciendo tanques por Croisettein.
El 5 de junio, un nuevo tráiler de TV con el nuevo metraje de la película fue lanzado. En lugar de poner de relieve la estrella elegida como los anteriores, este tráiler se centra en las nuevas incorporaciones al elenco prominente Lutz, Ortiz y Rousey, contrastando sus personajes jóvenes con los de más experiencia Stallone y Grammer. El mismo día, Sylvester Stallone también lanzó un detrás de las escenas de vídeo a través de su cuenta de Twitter. El 17 de junio, un tráiler cinematográfico largo fue lanzado, dando un primer vistazo a Mel Gibson como Conrad Stonebanks, así como mostrando la historia de la película por primera vez. Una semana después, el 23 de junio, se lanzó la nueva marca, con los 17 miembros del elenco, excepto Robert Davi. El 4 de junio, un nuevo tráiler de TV fue lanzado, con nuevas imágenes, aunque en su mayoría compuesto por material de archivo publicado anteriormente. Una versión más larga del tráiler fue lanzado una semana después, y un día después, otro tráiler de TV, temático, fue lanzado para coincidir con la Copa Mundial de Fútbol de 2014. En 2014 la ComicCon, lanzó 16 nuevos pósteres de los personajes en estilo pop arte pop.

### Piratería y proceso posterior
El 25 de julio de 2014, tres semanas antes del estreno de la película, un DVD con Internet de calidad se filtró ilegalmente para su descarga a través de sitios de piratería moderna, que se han descargado más de 189.000 veces en un lapso de 24 horas. Después de una semana, se estimó que la fuga había sido descargado más de 2 millones de veces.
El 31 de julio de 2014, el estudio de cine Lionsgate, presentó una demanda ante un tribunal federal en California contra 10 individuos anónimos por infracción de derechos de autor. El estudio anunció que una copia digital de la película fue robado y subido a Internet. Lionsgate dijo que envió cartas de la demanda de los operadores de los sitios de piratería, pero no recibió respuesta.

## Recepción

### Taquilla

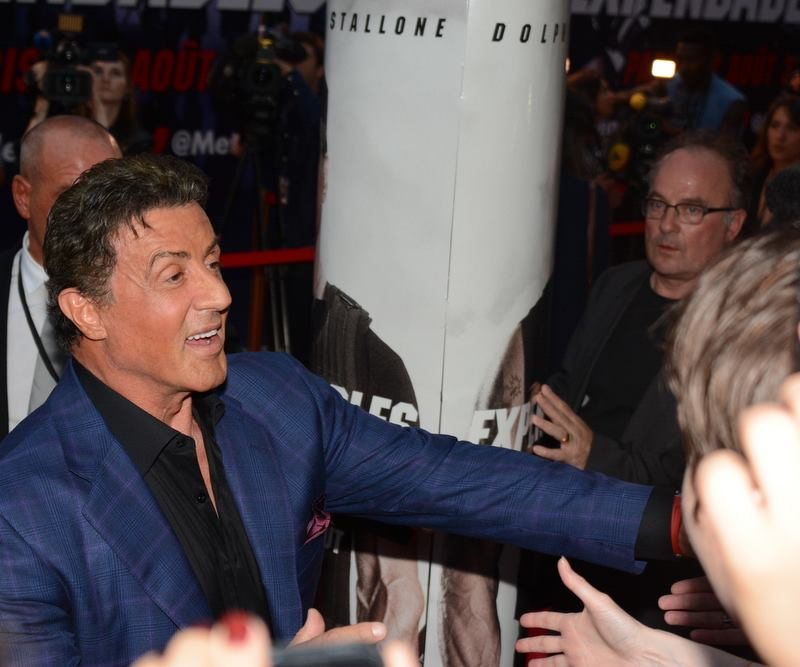
Sylvester Stallone en el lanzamiento de la película en Francia en agosto de 2014.

La película fue un rotundo éxito de taquilla. The Expendables 3 fue lanzado el 15 de agosto de 2014 en Estados Unidos y recaudó $875,000 durante sesiones de tarde-noche del día jueves en más de 2200 localidades.  Lo hizo mejor que los predecesores The Expendables (870.000 dólares) y The Expendables 2 ($685.000). Sin embargo, su primera aparición fue a las 7 de la tarde, mientras que las películas anteriores tuvieron sus primeras exposiciones en la medianoche. La película recaudó 5,9 millones en su primer día. Cayo muy por debajo de $13 millones el día de apertura de Los Indestructibles y $10 millones el día de apertura de Los Indestructibles 2. La película recaudó 5,7 millones en su segundo día y $4.2 millones en su tercer día, para un total de tres días de 15,8 millones dólares en comparación con The Expendables 2 que hizo 28,6 millones dólares en tres días.
Uno de las principales motivos considerados para esta pérdida en la venta de entradas es que la película se filtró tres semanas antes de su lanzamiento, sin embargo, ya que la mayoría de las descargas eran fuera de los Estados Unidos, si cada estadounidense pagó la descarga para ver la película obtuvieron un total de $4 millones adicionales. Otra razón fue el PG-13, que era atraer a más jóvenes clasificación audiencia. Solo el 34% de los espectadores eran menores de 25 años de edad, mientras que el corte menos violento puede haber reducido el interés del público de más edad.

### Crítica y recepción
Los Indestructibles 3 fue recibida con críticas generalmente negativas por parte de los críticos. En Rotten Tomatoes, la película tiene un índice de aprobación del 32%, con una calificación promedio de 4,3/10, basado en 174 opiniones. El sitio de Consenso dice: "Al igual que sus predecesores, Expendables 3 ofrece un mínimo de emociones - estrellas para los viejos fanes de la escuela del thriller de acción - pero dado el talento reunido, debería haber sido mucho más divertido" En Metacritic, la película tiene una puntuación de 35 sobre 100, basado en 36 críticas.

## Futuro
A finales de 2013, Randy Couture confirmó que aunque The Expendables 3 aún no ha sido lanzado, había planes para una cuarta película (Expend4bles (2023)).  Esto fue confirmado marzo 2014 por el ex-James Bond y el actor Pierce Brosnan, quien declaró que había acordado con la estrella Avi Lerner una secuencia futura de The Expendables. Hulk Hogan afirmó en su cuenta de Twitter de que él estará en la cuarta película. Jean-Claude Van Damme se ofreció volver a la secuela.
Stallone mencionó en una entrevista sobre el futuro de The Expendables franquicia, una película en solitario con Antonio Banderas.
En octubre de 2012, Millennium Films, confirmó los planes para una versión femenina de la película titulada Los ExpendaBelles con Robert Luketic como director.
También se ha dado a conocer que el legendario luchador de la "WWE" "The Undertaker" ha hablado con Stallone para salir en la cuarta entrega.
Expend4bles (2023) o The Expendables 4 (titulada Los indestructibles 4 en Hispanoamérica, y Los mercenarios 4 o Los mercen4rios en España) es una película de acción estadounidense dirigida por Scott Waugh con un guion coescrito por Max Adams, Kurt Wimmer y Tad Daggerhart a partir de una historia original de Spenser Cohen. Es la cuarta de la franquicia The Expendables
- The Expendables 5 Jason Statham acaba de enterrar 'Los Mercenarios 5' para siempre. 'Beekeeper: El Protector' recauda en 3 días más que su cuarta película de acción con Sylvester Stallone en total